# Beat Rüttimann
Beat Rüttimann (* 21. Februar 1945 in Muri AG; † 1. April 2025) war ein Schweizer Medizinhistoriker und Hochschullehrer.

## Werdegang
Rüttimann studierte Medizin und promovierte 1971 an der Universität Zürich. 1978 erlangte er den Titel eines Facharztes für Orthopädische Chirurgie und Traumatologie des Bewegungsapparates.
1983 wurde Rüttimann an der Universität Zürich habilitiert. Per Anfang des Wintersemesters 1989/90 wurde er als Nachfolger von Huldrych M. Koelbing zum ordentlichen Professor für Medizingeschichte und Direktor des Medizinhistorischen Instituts der Universität Zürich berufen. Sein Nachfolger wurde 2011 Flurin Condrau.

## Kritik
Ein von der Universität Zürich beauftragtes internationales Expertengremium kam 2013 zum Schluss, dass ein beträchtlicher Teil der medizinhistorischen Dissertationen, die zwischen 2002 und 2012 an der Universität Zürich verfasst worden sind, mangelhaft seien; teilweise handelte es sich um wenig oder gar nicht kommentierte Transkriptionen. Dies betreffe vor allem die Dissertationen, die von Christoph Mörgeli und seinem Vorgesetzten Beat Rüttimann betreut worden seien. Die mangelhafte Qualität der Dissertationen seien auf eine unzureichende Betreuung der Doktorierenden zurückzuführen.

## Schriften (Auswahl)
- Wilhelm Schulthess (1855–1917) und die Schweizer Orthopädie seiner Zeit. Schulthess, Zürich 1983, ISBN 3-7255-2219-7 (Habilitationsschrift, Universität Zürich, 1983).